# سيزاري كوزينسكي
سيزاري كوزينسكي (بالبولندية: Cezary Kosiński)‏ هو ممثل بولندي، ولد في 8 أبريل 1973 في بولندا.

## أعمال

### أفلام
- (1999) الدين
- (2002) عازف البيانو[2][3]

## وصلات خارجية
- سيزاري كوزينسكي على موقع IMDb (الإنجليزية)
- سيزاري كوزينسكي على موقع قاعدة بيانات الأفلام العربية
- سيزاري كوزينسكي على موقع ألو سيني (الفرنسية)
- سيزاري كوزينسكي على موقع أول موفي (الإنجليزية)
- سيزاري كوزينسكي على موقع قاعدة بيانات الفيلم (الإنجليزية)
- سيزاري كوزينسكي على موقع كينوبويسك (الروسية)